# الضبر (يريم)

تعديل مصدري - تعديل

الضبر محلة تابعة لقرية الخربة، التابعة لعزلة بني مسلم بمديرية يريم إحدى مديريات محافظة إب في الجمهورية اليمنية.، بلغ تعداد سكانها 145 حسب تعداد اليمن لعام 2004.